# Helen Cammock
Helen Cammock (1970) è un'artista britannica, vincitrice del Turner Prize nel 2019..

## Biografia
Nata nel 1970 in Inghilterra, da padre giamaicano e madre inglese, Helen Cammock ha studiato fotografia al Royal College of Arts (conseguendo un master in fotografia nel 2011) e all'Università di Brighton dove ha ottenuto un Bachelor of Arts in fotografia nel 2008.

## Carriera
Il suo precedente lavoro come assistente sociale e la storia del padre nel paese natìo le ha permesso di rimanere attenta alla disuguaglianza tra le comunità e all'oppressione strutturale . 
Insieme a Lawrence Abu Hamdan, Oscar Murillo e Tai Shani, Cammock è stata selezionata per il prestigioso Turner Prize nel 2019. Per la prima volta in assoluto, è stato chiesto alla giuria del Turner Prize di assegnare il premio a tutti e quattro gli artisti nominati e la richiesta è stata accolta. 
Cammock lavora su una varietà di media tra cui immagini in movimento, fotografia, poesia, parole parlate, canzoni, incisioni e installazioni. 

## Mostre
- 2019 - Che si può fare[6]
- 2019 - The Long Note [7]
- 2018 - The Long Note [8]
- 2017 - Shouting in Whispers[2]

## Premi
- 2018 - Max Mara Art Prize for Women[9]
- 2019 - Turner Prize[5]